# Gonville ffrench-Beytagh
Gonville ffrench-Beytagh (Shanghai, 26 januari 1913 – Londen, 10 mei 1991) was een anglicaans priester en anti-apartheidsactivist.
Gonville ffrench-Beytagh werd in China geboren; zijn vader was Iers en zijn moeder Zuid-Afrikaans. Hij groeide op in Engeland en emigreerde in 1932 naar Zuid-Afrika. Daar volgde hij een priesteropleiding en hij werd deken van Johannesburg.
Hij toonde zich een felle tegenstander van de apartheid. Op 20 januari 1971 werd hij gearresteerd op basis van de Wet op het terrorisme. Hem werden communistische activiteiten, bezit van verboden lectuur en contacten met het ANC verweten. Naast ffrench-Beytagh werden nog verschillende kerkelijke functionarissen gearresteerd of uitgewezen of kregen huisarrest opgelegd. In november 1971 werd hij tot vijf jaar gevangenisstraf veroordeeld maar in april 1972 werd hij vrijgelaten. Hij werd het land uitgewezen en leefde en werkte voortaan in Engeland.